# Fischingen (Germania)
Fischingen è un comune tedesco di 716 abitanti, situato nel land del Baden-Württemberg.